# De Castro
I Castro (anche Castello) sono un'antica e nobile famiglia genovese che ebbe origine da Primo de' Castro, fratello di Guglielmo Embriaco e figlio del visconte Guido di Manesseno. La famiglia ha avuto un ruolo di primo ordine nella fondazione e sviluppo della Repubblica di Genova. Trassero il nome del Palazzo e Torre dei Castro sulla collina del Castrum (poi di Castello), dove fondarono anche uno dei più antichi alberghi nobiliari della città, anche se poi albergati ai Grimaldi. Da questi derivano i Balbi, i Zaccaria, ed altri.

## Origini
Nel 952, gli Obertenghi affidarono la gestione cittadina di Genova a Guido, primo visconte di Carmandino. A lui successe Ido dal quale presero avvio i tre rami viscontili del lignaggio (i visconti di Manesseno, di Carmandino e delle Isole), tutti insediatisi sulle alture della Valpolcevera.
Dai Manesseno ebbero origine gli Embriaci (di cui si ricorda il capostipite Guglielmo Embriaco, detto Testadimaglio), gli Spinola, i Malocelli e i Castro.
Primo de' Castro, figlio del visconte Guido di Manesseno,  e fratello di Guglielmo Embriaco, si era insediato entro le mura cittadine, nella zona di Castello o Castrum da cui trassero il nome. In questa colina Primo (o altro nel XII secolo) costruì la celebre Torre de' Castro (erroneamente detta degli Embriaci), dove i suoi discendenti formarono una delle più antiche e potenti consorterie di Genova, la "Compagna Castri" poi diventata uno dei primi otto alberghi nobiliari di Genova, il "Albergum de' Castro", dove se albergarono importanti famiglie dell'epoca come quelli degli Embriaci, i Zaccaria, i Cattanei, tra i altri.  Dal XV secolo, alcuni Castro furono anche albergati ai Grimaldi, dove se erano anche alla riforma degli alberghi nel 1528. Alcuni così formarono la Maona di Chios coi Giustiniani.

## Torre dei Castro

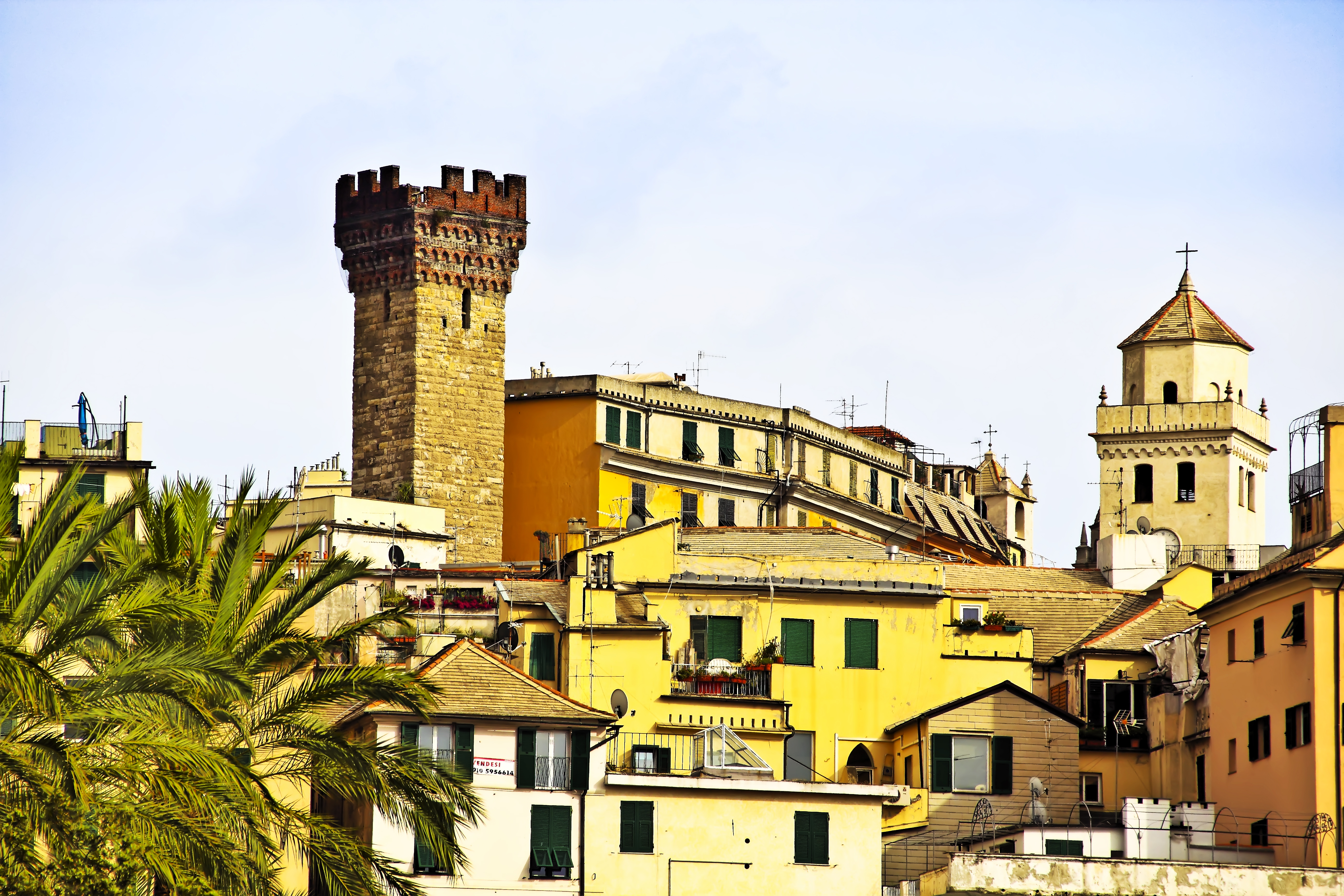
Quartiere di Santa Maria di Castello (dal Porto Antico) e Torre dei Castro (erroneamente ritenuta proprietà degli Embriaci)

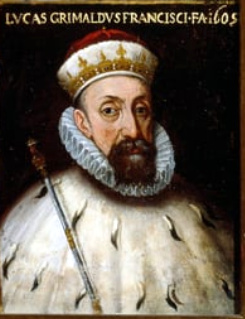
Luca Grimaldi de' Castro, 85º doge della Repubblica di Genova

La Torre dei Castro a Genova, erroneamente ritenuta nel passato come Torre degli Embriaci, è stato una delle case-torre (anche torre-palazzo) medievali più importanti della città di Genova. Costruita al inizio del XII secolo di pietra bugnata, si eleva a 41 metri, e venne coronata da una triplice cornice di archetti pensili. La torre fu sottoposta nel 1926 ad un restauro di Orlando Grosso, che vide l'aggiunta erroneamente della merlatura guelfa.

## Fulco de' Castro, podestà di Genova
Fulco de' Castro (anche detto Fulcone) fu una delle personalità più rilevanti del comune genovese del XII secolo, essendo console, crociato e podestà della Repubblica. È confuso per alcuni autori dal figlio Fulco di Fulcone.
Alleato dei Obertenghi di Malaspina (con i quali condivideva parentela), e con i Della Volta (alla quale famiglia apparteneva la moglie Adalasia di Ingone), si contrappose alla famiglia degli Avvocati che contrastava il ruolo della "Compagna" di cui lo stesso Fulco ne costituiva uno dei maggiori esponenti. Numerosi furono gli scontri intercorsi tra le due fazioni. Nel 1164, si ricordano le violenze intervenute tra le due fazioni in occasione dell'arrivo a Genova di Barisone d'Arborea che si acquetarono solo nel 1169 per l'intervento dei Consoli e dell'Arcivescovo. 
Dopo aver assunto numerosi incarichi pubblici nel 1175 fu nominato Console, impegnandosi nelle guerre contro Pisa.
In particolare, nel 1187, nella guerra che i genovesi intrapresero contro i pisani per il possesso della Corsica, rase al suolo il castello di Bonifacio, ponendo le basi per il completo controllo dell'isola nei secoli successivi.
Nel 1189 Folco partì per la Crociata al seguito del console Guido Spinola e combatté valorosamente a San Giovanni d'Acri. Nel 1190 sua casa venne demolita, di forma punitiva seguito dell'assassinio di Lanfanco Pevere. Nel 1205 fu nominato Podestà di Genova, unico genovese che abbia raggiunto questa carica.

## Personalità
- Primo de' Castro, crociato, console di Genova
- Fulco de' Castro, podestà di Genova
- Baldovino de Castello, console di Genova (1147), capostipite dei Balbi.
- Zaccaria di Fulcone (XII ed XIII secolo), capostipite degli Zaccaria.

- Enrico de' Castro, detto "Pescatore", (1206), conte di Malta, ammiraglio e corsaro genovese[15].

- Corrado de Castello (1227) visconte di San Remo.

- Luca Grimaldi de' Castro, conte palatino dall'imperatore Carlo V, 85º doge della Repubblica di Genova (1605 - 1607).